# Bensberg-Gladbacher Zinkhütte

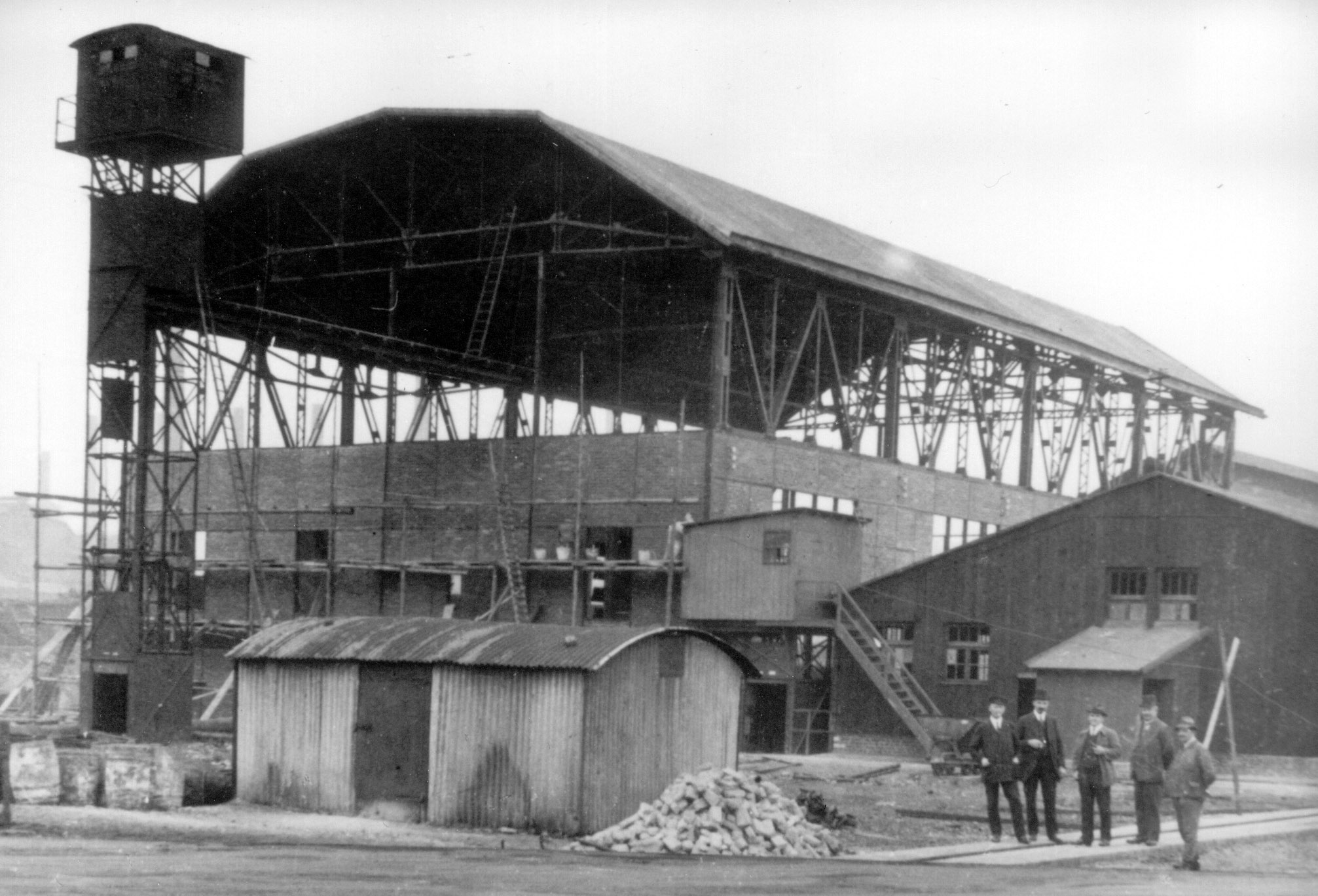
In dieser Halle standen die Muffelöfen

Die Bensberg-Gladbacher Zinkhütte wurde 1853 auf dem heutigen Gewerbegebiet An der Zinkhütte im Stadtteil Heidkamp von Bergisch Gladbach unmittelbar an der Grenze zu Lückerath errichtet. Sie war zugleich Wohnplatz der Bürgermeistereien Bensberg und Bergisch Gladbach.

## Geschichte
Als 1848 im Strundetal Galmei aufgefunden wurde, gab dies Anlass, eine Zinkhütte zu errichten. 1852 gründeten der Kölner Kaufmann Franz Hagen, der Rentner Freiherr Eduard Mertens und der Notar Prosper Franz Morren, beide aus Brüssel, sowie der Rentner John Browne aus Highgate, in der Nähe von London, die Gladbacher Zinkgesellschaft mit Sitz in Köln. Belgisches und britisches Kapital wie auch technisches Wissen bildeten damals hier wie auch anderswo im deutschen Bergbau häufig die Grundlagen industrieller Betätigung.

### Standortfrage
Im Jahr 1840 war im Schloss Bensberg eine preußische Kadettenanstalt eingerichtet worden. Seit dieser Zeit durften im weiten Umkreis des Schlosses auf Bensberger Gebiet keine rauchenden Industrien mehr angesiedelt werden. 1853 entstand daher an der Gemeindegrenze zu Bensberg in Bergisch Gladbach auf einer landwirtschaftlich wenig nutzbaren Heidefläche eine Zinkhütte.

### Einrichtung des Betriebs
Die Konzession für die Gruben Neue Hoffnung, Margaretha Josepha, sowie die Mutungsrechte für Grube Humboldt und die Grubenfelder Kaisers Krone und Helena brachte der Kölner Gesellschafter Franz Hagen ein, der am 12. Mai 1854 beim Königlich Preußischen Bergamt in Siegen die Errichtung von zwölf Röstöfen beantragte. Zu dieser Zeit waren 99 Personen im Werk beschäftigt. 1856 stellte man den Betrieb allerdings wegen geringen Ertrages ein. Seit 1861 war die Hütte im Besitz einer Firma aus Paris, die unter der Bezeichnung „Zinkhochofenwerk Müller & Co.“ kurzfristig auf dem Zinkhüttengelände arbeitete. 1865 verpachtete das Unternehmen J. N. Dopfeld & Co. aus Mülheim/Rhein die Hütte an die Gewerkschaft Berzelius, die 1867 das Eigentum an der Hütte erwarb und seit 1872 unter Beteiligung des Kölner Bankhauses Oppenheim & Co. als „Bensberg-Gladbacher Bergwerks- und Hütten-Aktiengesellschaft Berzelius“ firmierte.

### Geschichte des Wohnplatzes
Zinkhütte lag auf der Grenze zwischen den Bürgermeistereien Bensberg und Bergisch Gladbach. Der Ort ist auf der Preußischen Neuaufnahme von 1892 und auf späteren Messtischblättern bis 1974 regelmäßig als Zinkhütte verzeichnet. 
Aufgrund des Köln-Gesetzes wurde die Stadt Bensberg mit Wirkung zum 1. Januar 1975 mit Bergisch Gladbach zur Stadt Bergisch Gladbach zusammengeschlossen. Dabei wurde auch Zinkhütte ganz Teil von Bergisch Gladbach.
| Jahr | Einwohner | Wohn- gebäude | Kategorie | Politische / kirchliche Zugehörigkeit                                   |
| ---- | --------- | ------------- | --------- | ----------------------------------------------------------------------- |
| 1871 | 3         | 1             | Zinkhütte | Bürgermeisterei Bergisch Gladbach, Gladbacher Hütte gen.                |
| 1885 | 4         | 1             | Wohnplatz | Bürgermeisterei Bergisch Gladbach, Kirchspiel Bergisch Gladbach         |
| 1895 | 1         | 1             | Wohnplatz | Bürgermeisterei Bergisch Gladbach, Kirchspiel Bergisch Gladbach         |
| 1895 | 5         | 1             | Wohnplatz | Bürgermeisterei Bensberg, Kirchspiel Refrath                            |
| 1905 | 3         | 1             | Wohnplatz | Bürgermeisterei Bergisch Gladbach, katholische Pfarre Bergisch Gladbach |
| 1905 | 0         | 1             | Wohnplatz | Bürgermeisterei Bensberg, katholische Pfarre Refrath                    |

## Ausstattung

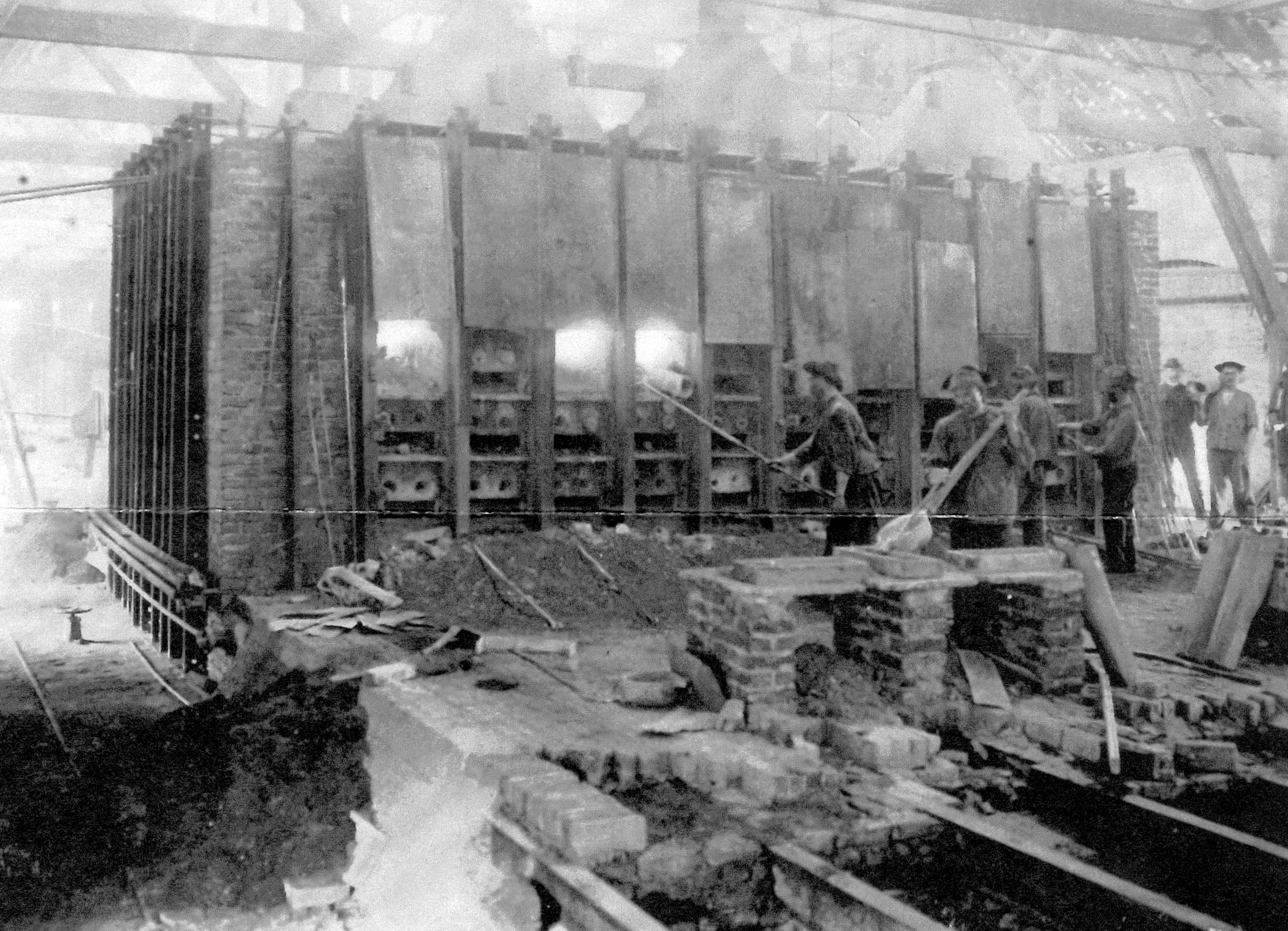
Arbeiter an einem dreireihigen Muffelofen

Bereits 1866 standen auf dem Zinkhüttengelände acht Röstöfen, zwölf Zinkreduktionsöfen, eine Dampfmaschine und vier Ziegelöfen zum Brennen von Muffeln. Im Durchschnitt waren 300 Arbeiter im Werk beschäftigt. Für das Geschäftsjahr 1867 wurden als Bestand angegeben: 18 Röstöfen, 13 Zinköfen und eine 20-PS Dampfmaschine; außerdem gab es eine Mufflerie zur Fabrikation von Muffeln aus Ton und eine Poterie zur Herstellung feuerfester Steine. Für den Kohlentransport von Mülheim am Rhein zur Hütte verfügte das Unternehmen über 25 Pferde. Den Zustand der Mülheimer/Gladbacher Straße als Transportweg bezeichnete die Betriebsleitung als sehr schlecht. Für den weiteren Fortbestand des Unternehmens war daher der Bau der Bahnstrecke von Mülheim nach Bergisch Gladbach 1868 sehr vorteilhaft, weil dadurch auch die Zinkhütte einen direkten Anschluss erhielt. Dieser ist bis auf den heutigen Tag erhalten geblieben.

## Ende des Betriebs
Im Winter 1930 wurde die Zinkhütte bestreikt. Dieser Streik verlief zeitgleich mit weiteren wirtschaftlichen Rückschlägen im Zusammenhang mit der Weltwirtschaftskrise. Davon konnte sich das Unternehmen nicht mehr erholen und so wurde die Produktion im Januar 1931 endgültig stillgelegt.